# Union Nationale pour l’indépendance et la révolution
Die Union Nationale pour l’indépendance et la révolution (National Union for Independence and Revolution, UNIR) war ehedem die herrschende Partei im Tschad zwischen 1984 und 1990. Sie wurde im Juni 1984 von Präsident Hissène Habré als Nachfolgeorganisation seiner Forces Armées du Nord (FAN, Armed Forces of the North) gegründet, der Aufständischen-Truppe, durch welche Habré 1982 an die Macht gekommen war. Die Partei wurde sechs Jahre später durch Idriss Déby verboten, als er durch einen Putsch an die Macht kam.

## Geschichte
Seit 1965 war der Tschad vom Bürgerkrieg schwer gebeutelt. Bei diesem Konflikt waren traditionelle Animositäten zwischen der muslimischen Bevölkerung der nördlichen und zentralen Regionen und den hauptsächlich nicht-muslimischen Völkern im Süden, welche die Regierung und den Beamtenstab seit der Unabhängigkeit dominierten, zum Ausbruch gekommen. Ein Wendepunkt war dabei die Eroberung der Hauptstadt, N’Djamena 1979 von Aufständischen aus dem Norden. Auch wenn die Kämpfe mit zunehmender Schärfe andauerten, veränderte sich die Gesamtlage. Aus dem regionalen Konflikt wurde eine Auseinandersetzung der beiden Anführer aus dem Norden, Hissène Habré, Führer der Armed Forces of the North (FAN), und Goukouni Oueddei, Führer der Forces Armées Populaires (FAP, People’s Armed Forces).
Nach dem Fall von N’Djamena unterzeichneten die rivalisierenden Parteien den Friedensvertrag von Lagos, wodurch ein Gouvernement d’Union Nationale de Transition (GUNT, „Übergangsregierung der nationalen Einheit“) entstand. Goukouni wurde Präsident und Habré Verteidigungsminister. Die Vereinbarung verlor ihre Gültigkeit im Jahr 1980, als Habré in der Zweiten Schlacht von N’Djamena rebellierte und aus der GUNT ausgeschlossen wurde. Während er 1980 aufgrund libyscher Intervention unterlag, konnte er zwei Jahre später, am 7. Juni 1982, die Kontrolle über die Hauptstadt erringen und die GUNT vertreiben.
Mit seinem Machtantritt erließ Habré am 29. September 1982 eine Verfassung, in welcher die Führungsstruktur der FAN, das Command Council, zur obersten Staatsmacht des Landes wurde und sogar dazu ermächtigt wurde, den Präsidenten zur Verantwortung zu ziehen.

## Gründung
Habrés politische Unterstützung kam hauptsächlich aus den nördlichen Landesteilen. Es war die Armee, die ihn an die Macht brachte, sowie Zivilisten, die seine Opposition gegen libysche Einmischung in tschadische Belange unterstützten. Um seine Unterstützerschaft zu stärken, führte er 1984 ein Programm ein, um den Einfluss der Regierung in ländlichen Gebieten zu vergrößern. Dazu suchte er zuerst den Rat der Präfekten. Die Präfekten aus dem Süden gaben ihm Hinweise, dass zusätzlich zu den schwelenden Animositäten aufgrund von früheren Verbindungen der FAN mit der FROLINAT, welche mitgekämpft hatten um die Regierung von François Tombalbaye im Süden zu entmachten, vor allem das Verhalten der Armee zu einem Sicherheitsproblem geworden war.
Daraufhin hielt Habré im Verlauf der Feierlichkeiten anlässlich des zweiten Jahrestages seiner Machtergreifung am 7. Juni eine Rede, in welcher er ankündigte, dass überdacht werden solle die FAN aufzulösen, nachdem die alte FAN-Miliz bereits in den Chadian National Armed Forces aufgegangen war. Es solle überlegt werden, die Fan in etwas neues zu überführen. Habré fügte ebenfalls hinzu, dass ein außerordentlicher Kongress der FAN einberufen werden solle. Der erste Kongress der FROLINAT-FAN wurde am 20. Juni eröffnet, wieder mit einer Ansprache des Präsidenten, in welcher er die libysche Einflussnahme im nördlichen Tschad als Versuch geißelte, „unsere traditionellen und von den Vorfahren übernommenen Werte auszulöschen“ („wipe out our traditional and ancestral values“). Zwei Tage später, am 22. Juni, verkündete der Kongress die formale Auflösung der FAN. Am 24. Juni wurde sie von der „National Union for Independence and Revolution“ (UNIR) abgelöst, einer Bewegung, deren Ziel es war, ein demokratisches politisches Leben, Meinungsfreiheit und Opposition gegen „religiösen Fanatismus“ („religious fanaticism“) zu etablieren.
Der Kongress wurde am 27. Juni von Habré geschlossen. In seiner Schlussansprache kündigte er die Vereinigung von drei politischen Parteien an, die bereits mit der Regierung verbündet waren, repräsentiert durch die Frolinat Originel von Gesundheitsminister Abba Siddick, die Rassemblement national pour le développement et le progrès (VIVA, National Rally for Development and Progress) von Delwa Kassiré Koumakoye und die Assembly for Unity and Chadian Democracy von Staatsminister Djidingar Dono Ngardoum. Die beiden letzteren gehörten zur Elite des Südens und ihre Assimilation war entscheidend für die Bildung einer Staatspartei, in der die gesamte politische Elite des Landes in der Regierung und im National Consultative Council vertreten sein sollte.
Die Bildung der UNIR erfolgte nicht ohne Opposition: die Gegenregierung der GUNT argumentiert, dass Habré die Autorität fehle, die FROLINAT aufzulösen, da die FAN eher eine Dissidentengruppe sei, die aus der Hauptgruppe ausgeschlossen worden sei. Der Vorsitzende der GUNT, Goukouni, ergänzte, dass Habré durch die Gründung der UNIR „ein weiteres Hinderniss ausgeräumt hat in seinem Verrat der Revolution des Chad“ („has cleared yet another obstacle in his betrayal of the Chadian revolution“). Starke Opposition kam auch aus den eigenen Reihen aus heißen Debatten der Delegierten, die vor allem mit der Aufgabe des alten Namens „FAN“ zusammenhingen. Viele Milizionäre waren lange daran gewöhnt. Robert Buijtenhuijs schreibt, die Verzögerung des Kongress sei vor allem auf die Angst Habrés zurückzuführen von der alten Garde der FAN in eine Minderheit gedrängt zu werden und er habe mit Gewalt seine ehemaligen Kameraden auf Linie bringen müssen.

## Organisation
Am 26. Juni, am Tag vor dem Ende des Kongress, wählten die Delegierten durch Akklamation Präsident Hissène Habré als Vorsitzenden der Bewegung und gingen dazu über auf Habrés Vorschläge hin ein Zentralkomitee mit 80 Mitgliedern zu bestimmen. Von den 43 Mitgliedern, die das Command Council der FAN gebildet hatten, wurden nur 18 in das neue Zentralkomitee gewählt. Als Teil eines Versuchs, das politische 'pro-nördliche' „Ghetto“ zu verlassen, in welchem Habré sich eingeengt fühlte, und ein gerechteres Gleichgewicht zwischen Nord und Süd zu etablieren, waren 25 der 80 gewählten Mitglieder aus dem Süden.
Am Tag nach dem Ende des Kongresses, am 28. Juni, trat das Zentralkomitee erstmals zusammen und nominierte die Mitglieder des Executive Bureau, einer Gruppe mit 15 Personen unter Vorsitz des Präsidenten, welche als Hauptverbindung zwischen der Partei und der Regierung gedacht war. Diejenigen, die gewählt wurden, waren auf Vorschlag des Präsidenten in das Zentralkomitee gewählt worden. Unter ihnen waren 9 Militärs; in Bezug auf die regionale Herkunft kamen 6 aus dem Süden (inklusive des Executive Secretary Gouara Lassou). Alle anderen kamen aus dem Norden. Von den Präfecturen des Tschad war vor allem Borkou-Ennedi-Tibesti Prefecture (BET) vertreten, Habrés Heimatregion, mit 4 Mitgliedern, sowie 3 aus Moyen-Chari.
Im Verfassungsreferendum 1989 erreichte Habré 2.687.352 Stimmen und damit 99,9 % der Stimmen. In der Wahl zur Nationalversammlung 1990 erreichte die Partei 1.622.838 Stimmen (56,06 %). Der Staat war ein Ein-Parteien-Staat. In den Wahlen traten die Kandidaten jedoch als unabhängige Kandidaten an.